# تینیج انجینیرینگ
تینیج انجینیرینگ یک شرکت سوئدی و سازنده لوازم الکترونیکی مصرفی است که در سال ۲۰۰۵ توسط جسپر کوتوفد، دیوید اریکسون، ینس رودبرگ و دیوید مولرستد تأسیس شد و در استکهلم مستقر است. محصولات این شرکت شامل الکترونیک و سینت سایزرها می‌باشد که محصول اصلی آن OP-1 و همچنین دوربین‌های فوری است.

## تاریخ
تینیج انجینیرینگ در سال ۲۰۰۵ توسط جسپر کوتوفد، ینس رودبرگ، دیوید اریکسون تأسیس شد و بعداً توسط دیوید مولرستد که قبلاً ریاست بخش صوتی EA DICE را بر عهده داشت، به او پیوست. اولین محصول آنها، OP-1، در نمایشگاه NAMM در سال ۲۰۱۰ معرفی شد. اندکی پس از انتشار، تینیج انجینیرینگ چندین «لوازم جانبی» تولید کرد که می‌توان از آنها برای دستکاری دستگیره‌های ورودی واحد استفاده کرد.
پس از موفقیت OP-1، این شرکت شروع به همکاری با بنیاد استیگ کارلسون برای توسعه بلندگوی OD-11 کرد که از بلندگوی به همین نام ساخته شده توسط سوناب و توسط طراح سوئدی استیگ کارلسون در سال ۱۹۷۴ طراحی شده بود. به دلیل طراحی مینیمالیستی، بازتولید واقعی نسخه اصلی و کیفیت صدایش با استقبال خوبی مواجه شد. با وجود دو حضور اولیه در نمایشگاه بین‌المللی سی‌ئی‌اس و تاریخ انتشار اصلی در تابستان ۲۰۱۳، تا سال ۲۰۱۴ منتشر نشد. هدف تینیج انجینیرینگ حفظ هدف کارلسون از طراحی یک اسپیکر برای استفاده در یک «خانه معمولی» بود، نه بلندگوی طراحی شده برای استفاده در یک محیط غیرواقعی ایدئال و بدون صدا.
در سال ۲۰۱۳، این شرکت پس از سفارش یونیفرم‌های جدید کار به آنها، با شرکت پوشاک سوئدی دوشنبه ارزان همکاری کرد. کوتوفد قبلاً با مدیر خلاق، Ann-Sofie Back همکاری کرده بود. این شرکت‌ها به‌طور مشترک سری سینت سایزرهای اپراتور جیبی (PO-10) را در ژانویه ۲۰۱۵ اعلام کردند. این سری شامل سه مدل است: ریتم PO-12، دستگاه درام. زیر PO-14، یک سینت سایزر باس. و کارخانه PO-16، یک سینت سایزر راهبردی. هر مدل به عنوان یک ترتیب سنج ۱۶ مرحله ای دو برابر می‌شود. به گفته مدیر عامل جسپر کوتوفد، تینیج انجینیرینگ به دنبال طراحی سینت سایزرهایی با ۴۹ دلار آمریکا. با این حال، هر PO در واقع به ۵۹ دلار آمریکا به فروش می‌رسد. POها نوازندگانی را هدف قرار می‌دهند که به دنبال جایگزینی ارزان‌تر برای OP-1 هستند که در حال حاضر با ۱۲۹۹ دلار آمریکا به فروش می‌رسد. این سری از طراحی مینیمالیستی استفاده می‌کند که ماشین حساب‌های جیبی را تداعی می‌کند و به گفته کوتوفد، بازی‌های بازی و تماشای نینتندو. از نظر صوتی، آنها از سینت سایزرهای قدیمی تقلید می‌کنند، در پاسخ به افزایش معاصر در محبوبیت وسایل موسیقی الکترونیک سبک یکپارچه سازی با سیستم عامل. سینتی سایزرها در نمایشگاه NAMM 2015 معرفی شدند. اپراتورهای جیبی در NAMM موفقیت‌آمیز بودند، و فروش توسط اشخاص ثالث تا ۴۰۰۰۰ واحد تخمین زده شد، که باعث تأخیر در ارسال تا سه ماه شد.
سری PO-20 اپراتور جیبی در نمایشگاه NAMM 2016 معرفی شد. سینت سایزرهای PO-20 دارای برخی جلوه‌ها و عملکردهای اضافی هستند که در سری اصلی PO-10 وجود نداشتند، اما قیمت ۵۹ دلار آمریکا را حفظ کردند. سری PO-30 با افزودن یک درام سینت سایزر ساخته شده با همکاری میکروتونیک، یک سمپلر و یک سینت سایزر صدا، اپراتورهای اصلی Pocket را بیشتر توضیح می‌دهد. اینها از اواخر سال ۲۰۱۷ با کمی افزایش قیمت نسبت به سری‌های قبلی عرضه شدند. دستگاه‌های PO-30 دارای یک میکروفون برای استفاده در ضبط نمونه‌های صوتی و برای انتقال داده هستند.
در سال ۲۰۱۸، تینیج انجینیرینگ خط جدیدی از محصولات تجهیزات صوتی به نام فِرک‌وِنس را با همکاری IKEA معرفی کرد. سیستم مدولار نشانه‌های بصری را از طراحی باهاوس می‌گیرد. بنیانگذار کوتوفد قبلاً با IKEA در کِناپّا، دوربینی ساخته شده از مقوا، همکاری کرده بود.
در ۲۲ می ۲۰۱۹، پنیک تاریخ بازی را معرفی کرد، یک کنسول بازی ویدیویی دستی جدید که با همکاری تینیج انجینیرینگ طراحی شده‌است. این دستگاه دارای یک میل لنگ مکانیکی است که به‌طور خاص به تینیج انجینیرینگ اختصاص دارد.
در ۲۵ فوریه ۲۰۲۱، تینیج انجینیرینگ اعلام کرد که با شرکت فناوری انگلیسی ناتینگ همکاری خواهد کرد تا زیبایی طراحی برند و محصولات آنها را تولید کند. تینیج انجینیرینگ بعداً روی صدای ایر (۱) که اولین محصول ناتینگ بود کار کرد.

## جوایز و افتخارات

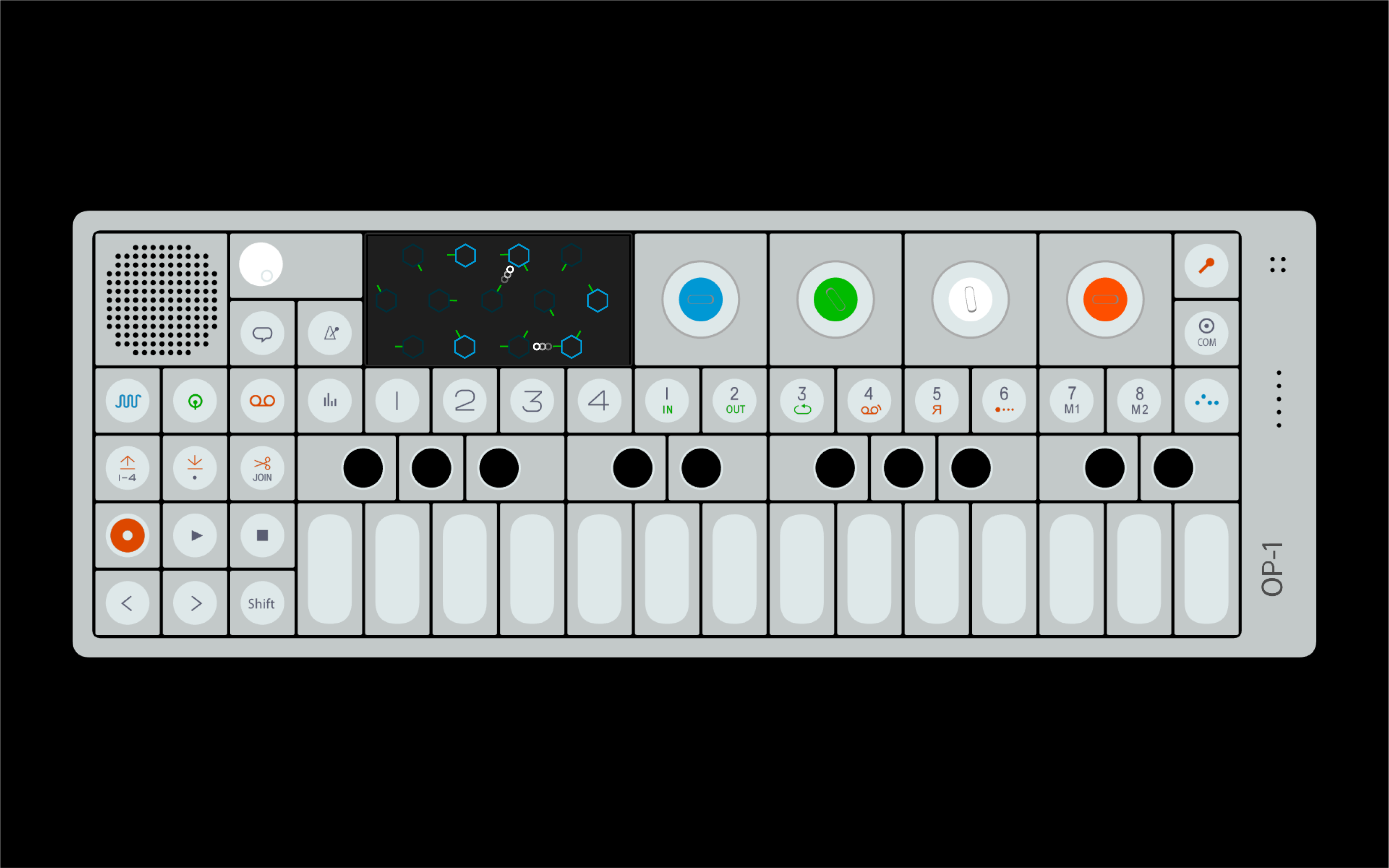
OP-1 جوایزی را برای طراحی و موتورهای صوتی خود دریافت کرده‌است.

- سینت سایزر OP-1 یکی از ده جایزه طراحی S سوئد را در سال ۲۰۱۲ برنده شد. کمیته جایزه OP-1 را به عنوان "محصول تکنولوژیکی که از طریق یک طرح رنگی هوشمندانه و گرافیک خارق العاده بصری، به راحتی در دسترس و فوق العاده دعوت کننده است" توصیف کرد. موسیقی و ماشین در یک واحد."
- در سال ۲۰۱۴، OP-1 در مسابقه سازهای موسیقی مارگارت گاتمن جورجیا تک جایزه دوم را دریافت کرد.
- در سال ۲۰۱۷، سری اپراتور جیبی جایزه طراحی خوب را توسط مؤسسه توسعه طراحی ژاپن دریافت کرد. مؤسسه خاطرنشان کرد که در حالی که عملکرد دستگاه‌ها فوراً مشخص نیست، فرمت آن "میل به فشار دادن دکمه‌ها را القا می‌کند".[۱۰]

## نوازندگان
نوازندگانی که از محصولات تینیج انجینیرینگ استفاده می‌کنند عبارتند از بون ایور، بک هانسن، دپش مد، تام یورک، ژان میشل ژار، کارولین رز و ایوان دورن.

## محصولات
- OP-1 (معرفی ژانویه ۲۰۱۰)
- Oplab (معرفی ژانویه ۲۰۱۲)
- OD-11 (معرفی ژانویه ۲۰۱۳)
- اورتو ریموت (معرفی ژانویه ۲۰۱۳)
- ریتم PO-12، کارخانه فرعی PO-14 و PO-16 (معرفی ژانویه ۲۰۱۵؛ همکاری با دوشنبه ارزان)
- غیرممکن I-1 (معرفی شده در می ۲۰۱۶؛ طراحی شده توسط تینیج انجینیرینگ برای پروژه غیرممکن)
- آرکید PO-20، دفتر PO-24 و ربات PO-28 (معرفی ژانویه ۲۰۱۶؛ همکاری با دوشنبه ارزان)
- تونیک PO-32 (معرفی ژانویه ۲۰۱۷)
- H (معرفی نوامبر ۲۰۱۷؛ طراحی شده توسط تینیج انجینیرینگ برای Raven)
- R (معرفی نوامبر ۲۰۱۷؛ طراحی شده توسط تینیج انجینیرینگ برای Raven)
- PO-33 KO! & PO-35 speak (معرفی ژانویه ۲۰۱۸)
- مجموعه فِرک‌وِنس (معرفی آوریل ۲۰۱۸؛ طراحی شده توسط تینیج انجینیرینگ برای IKEA)
- OP-Z (معرفی سپتامبر ۲۰۱۸)
- سری مدولار اپراتور جیبی (POM-16، POM-170 و POM-400) (معرفی ژانویه ۲۰۱۹)
- PO-137 ریک و مورتی (معرفی ژوئیه ۲۰۱۹؛ همکاری با ادالت سویم (ریک و مورتی))
- تاریخ بازی (معرفی شده در مه ۲۰۱۹؛ طراحی شده توسط تینیج انجینیرینگ برای پنیک کورپوریشن.)
- M-1 (معرفی دسامبر ۲۰۱۹)
- OB-4 (معرفی سپتامبر ۲۰۲۰)
- PO-128 مگا من و PO-133 مبارز خیابانی (معرفی اکتبر ۲۰۲۰؛ همکاری با کپ‌کام)
- ایر (۱) (معرفی ژوئیه ۲۰۲۱؛ طراحی شده توسط تینیج انجینیرینگ برای ناتینگ)
- Mayku Multiplier (معرفی در سپتامبر ۲۰۲۱؛ طراحی شده توسط تینیج انجینیرینگ برای Mayku)
- computer-1 (معرفی اکتبر ۲۰۲۱)
- TX-6 (معرفی آوریل ۲۰۲۲)
- OP-1 Field (معرفی شده در می ۲۰۲۲)